# Cmentarz żydowski w Ryczywole (województwo mazowieckie)
Cmentarz żydowski w Ryczywole – został założony w 1677. W przywileju dla Ryczywołu z 1698 cmentarz i inne budynki miejscowej społeczności żydowskiej są zwolnione z podatku. Znajduje się na północny wschód od miejscowości, w pobliżu Wisły. Został zniszczony podczas II wojny światowej, kiedy to nagrobki z cmentarza były wykorzystywane do utwardzania dróg. Obecnie brak na kirkucie jakichkolwiek macew.